# ساره روز سامرس
ساره روز سامرس (بالإنجليزية: Sarah Rose Summers)‏ هي عارضة أزياء وملكة جمال أمريكية ولدت في يوم 4 نوفمبر 1994 في مدينة أوماها في نبراسكا، فازت بلقبي ملكة جمال الولايات المتحدة وملكة جمال نبراسكا لسنة 2018، ومثلت بلدها في مسابقة ملكة جمال الكون 2018 في بانكوك ووصلت إلى ال20 الأوائل، أنهت سامرس دراستها في إدارة الأعمال في جامعة تكساس المسيحية وتخصصت في تطوير الطفل والاتصالات لتصبح اختصاصية حياة الأطفال.